# Johnny Werket
John Roland Werket (Saint Paul (Minnesota), 8 oktober 1924 - Sun City West (Arizona), 4 juni 2010) was een Amerikaans langebaanschaatser.
Johnny Werket nam driemaal deel aan de Olympische Winterspelen (in 1948 1952 en 1956), maar haalde nooit een podiumplaats. Het podium haalde hij wel twee keer op een Wereldkampioenschap Allround. Werket werd tweede bij het WK van 1948 in Helsinki en twee jaar later werd hij derde bij het WK van 1950 in Eskilstuna.

## Resultaten
| Jaar | EK Allround | WK Allround | Olympische Spelen             |
| ---- | ----------- | ----------- | ----------------------------- |
| 1948 | 6e          | Zilver      | 6e 1500m 11e 10.000m          |
| 1949 |             | 5e          |                               |
| 1950 |             | Brons       |                               |
| 1951 |             |             |                               |
| 1952 |             | NC13        | 11e 500m 12e 1500m NF 10.000m |
| 1953 |             |             |                               |
| 1954 |             |             |                               |
| 1955 |             | NC30        |                               |
| 1956 |             | NC42        | 11e 500m 25e 1500m            |

### Medaillespiegel
| Kampioenschap | Goud · | Zilver · | Brons · |
| ------------- | ------ | -------- | ------- |
| WK Allround   | 0      | 1        | 1       |